# Championnat de France Nationale 2 de tennis de table 1981-1982
 (mai 2023).
Si vous disposez d'ouvrages ou d'articles de référence ou si vous connaissez des sites web de qualité traitant du thème abordé ici, merci de compléter l'article en donnant les références utiles à sa vérifiabilité et en les liant à la section « Notes et références ».
Navigation
Nationale 2 1980-1981 Nationale 2 1982-1983
| \| US Kremlin Bicêtre Levallois SC TT Angers SAG Cestas TT Pontoise Saint-Berthevin Mondeville Caen TTC Femmes ASPTT Lille Métropole Lys Lez Lannoy CP Évreux \| Localisation des clubs engagés dans le championnat. |
| US Kremlin Bicêtre Levallois SC TT Angers SAG Cestas TT Pontoise Saint-Berthevin Mondeville Caen TTC Femmes ASPTT Lille Métropole Lys Lez Lannoy CP Évreux                                                           |

## Championnat Masculin

### Poule A
| Cl | Équipes                | Pts | J  |
| -- | ---------------------- | --- | -- |
| 1  | Amiens STT             | 41  | 14 |
| 2  | ACS Fontenay-sous-Bois | 34  | 14 |
| 3  | Onnaing TT             | 32  | 14 |
| 4  | ASC Rennes             | 30  | 14 |
| 5  | CAM Bordeaux           | 26  | 14 |
| 6  | Raquette Marmandaise   | 25  | 14 |
| 7  | Étoile Alençon         | 22  | 14 |
| 8  | US Laval               | 14  | 14 |

### Poule B
- SLUC Nancy[1]
- ASC Herserange
- EM Vesoul
- ASPTT Lyon
- ULJAP Roncq
- SO Charenton
- AMSL Fréjus
- US Saint-Egrève

## Championnat Féminin

### Poule A
| Cl | Équipes            | Pts | J  |
| -- | ------------------ | --- | -- |
| 1  | US Saint-Malo      | 39  | 14 |
| 2  | CAM Bordeaux       | 37  | 14 |
| 3  | Tarbes AC          | 32  | 14 |
| 4  | US Kremlin Bicêtre | 27  | 14 |
| 5  | AS Salbris         | 23  | 12 |
| 6  | AS Nantes          | 22  | 12 |
| 7  | Chelles TT         | 20  | 14 |
| 8  | US Joué-lès-Tours  | 14  | 12 |